# Fermall de pressió

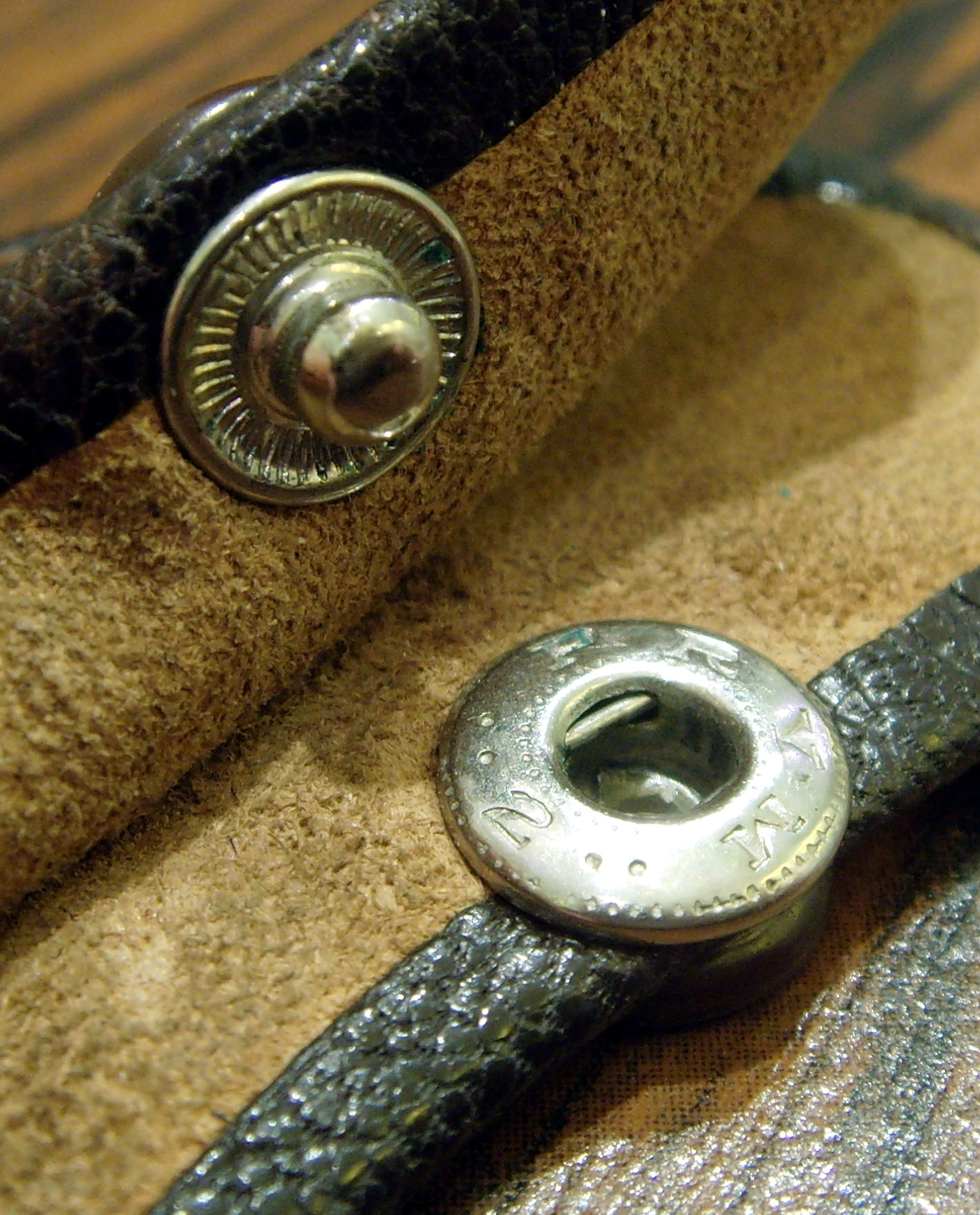
Fermall de pressió: La meitat del mascle (superior) té un llavi que "s'enganxa" amb el solc de la femella (inferior) en "prémer" amb suficient força

Un fermall de pressió, fermall de clips o també tancador de pressió segons la mida, generalment els més petits (que solen anar cosits), consisteix en un parell de discos, fets d'un metall o plàstic, que s'utilitza en lloc de botons per cordar les peces de roba quan es vol poder cordar-les i descordar-les amb més facilitat que amb els botons o per propòsits similars, en certes ocasions, com pot ser aguantar una peça sobre una altra, etc. Un llavi circular en un dels discs entra dins d'un solc en la part oposada de l'altre disc, per tancar-los cal prémer l'un contra l'altre aplicant una quantitat de força determinada.
Els diferents tipus de fermalls de pressió poden ser mantinguts al teixit o a la pell, bé cosint-los (com és el cas dels més petits que es solen cosir) o bé reblant-los amb un punxó mascle-femella específic per al tipus de fermall o tancador utilitzat, picant el punxó amb un martell), amb una premsa o amb unes tenalles especials que permeten de tancar el rebló amb molt poca força.
El fermall de pressió és força emprat en la roba occidental i és també sovint emprat en la roba per a nens, perquè faciliten als pares el vestir i desvestir.

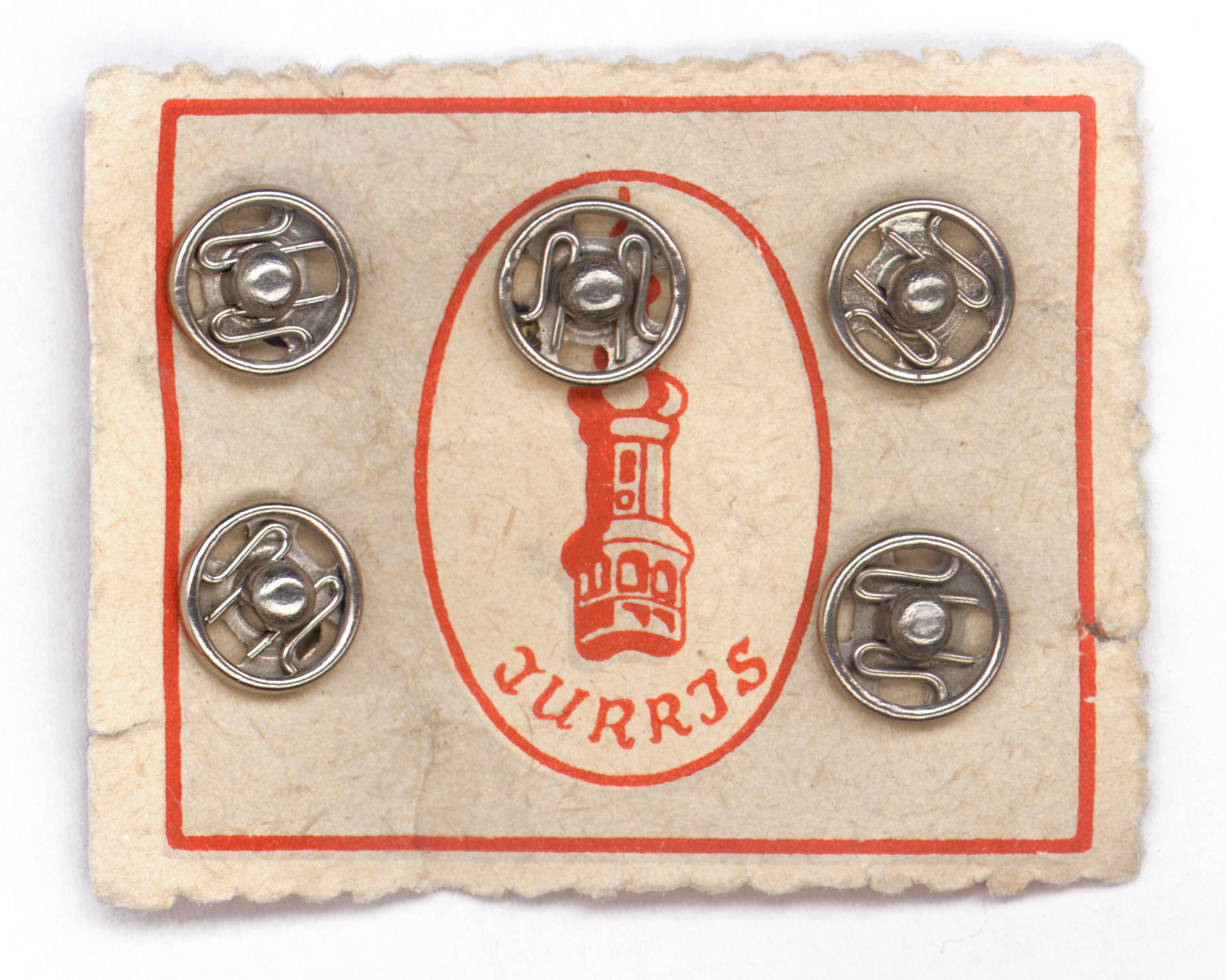
Tancadors de pressió hongaresos per a vestits (1968)

## Invenció
El primer fermall de pressió fou patentat per l'inventor alemany Heribert Bauer el 1885 amb el nom de "Federknopf-Verschluss", un nou tancadir per als pantalons dels homes. Alguns atribueixen la invenció a Bertel Sanders, de Dinamarca. Aquestes primeres versions tenien una peça en forma de S en el "disc" mascle en comptes d'un solc. La Inventora australiana Myra Juliet Farrell també va inventar un "stitchless press stud" i un "stitchless ??".' A Amèrica, Jack Weil (1901–2008) posà fermalls de pressió en les seves famoses camises, la qual cosa en va escampar la moda. Els productes de l'empresa Prym en duen d'ençà de 1903.

## Ús

### Xina
En el famós exèrcit de guerrers de terracota xinès, datat de l'any 210 DC, els cabestres dels cavall dels carros, són fets d'un tub d'or i un tub d'argent, units amb una mena de fermall de pressió.

### En moda occidental

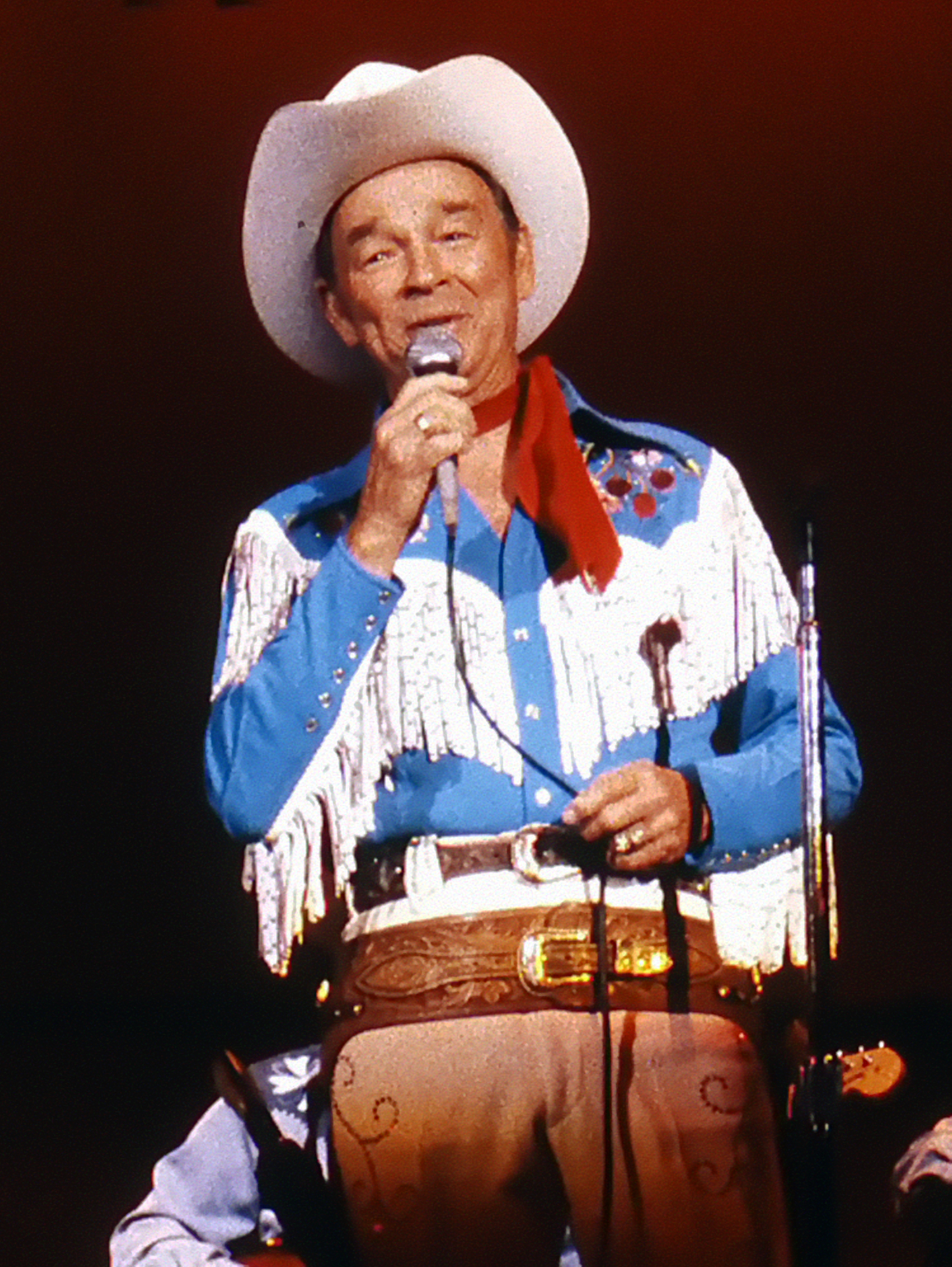
Roy Rogers porta una camisa occidental amb fermall de pressió

El fermall de pressió va ser afegit als pantalons jean en els rodeos a partir dels anys 1930 ençà, perquè aquestes calces es podien de llevar ràpidament en cas de caiguda, la camisa esdevenia snagged en la sella. Pearl es fermall de pressió idea dominant americana entrada a moda Occidental durant el 1950s, quan cantant a vaquers els agrada el Gene Autry i Roy Rogers els va incorporar a la seva etapa brodada i franjada camises. Les camises més desitjables eren creacions úniques tailored per Nudie Cohn o Rodeo Ben, però comercialment la roba Occidental produïda podria ser adquirida d'empreses com Wrangler, Levi Strauss, Panhandle Esvelt, Rockmount Desgast de Ranxo, H Bar C, o Roper.
A causa de la popularitat de Spaghetti Westerns, camises de vaquer amb oversized collars era àmpliament portat per adolescents i adults joves del mid 1960s fins al primerenc 1980s. Pel 1990s, tanmateix, premsa studs hi havia esdevingut associat amb la roba adaptable portada per pensioners i l'impossibilitat. Durant el tardà 2000s i 2010s, tanmateix, les camises amb especejament Occidental van fer un comeback dins Europa i el del sud ENS a causa de la popularitat de indie rock i una ressurgència d'interessar dins verema Americana.-->

## Galeria

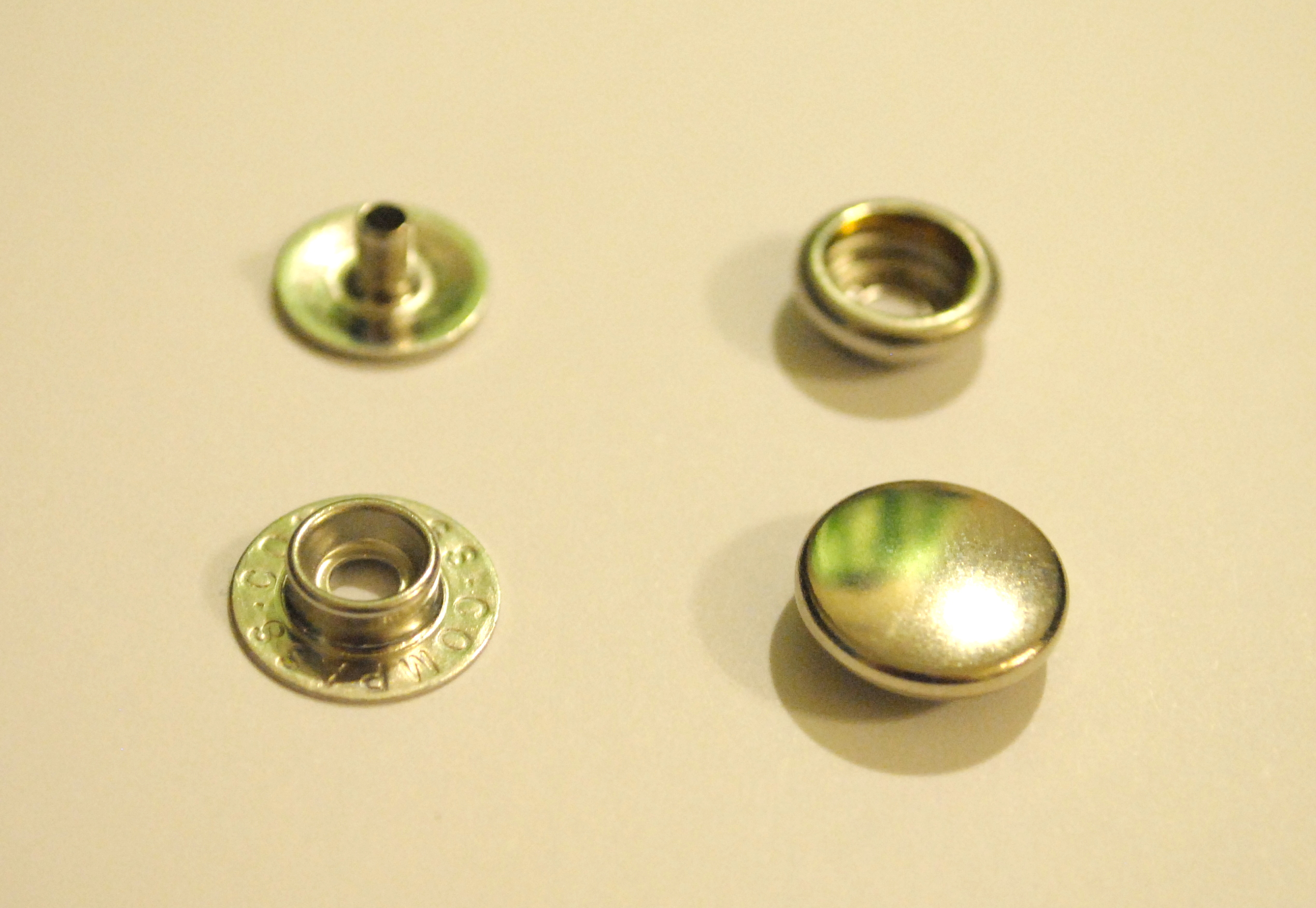
Quatre peces d'un fermall de pressió típic
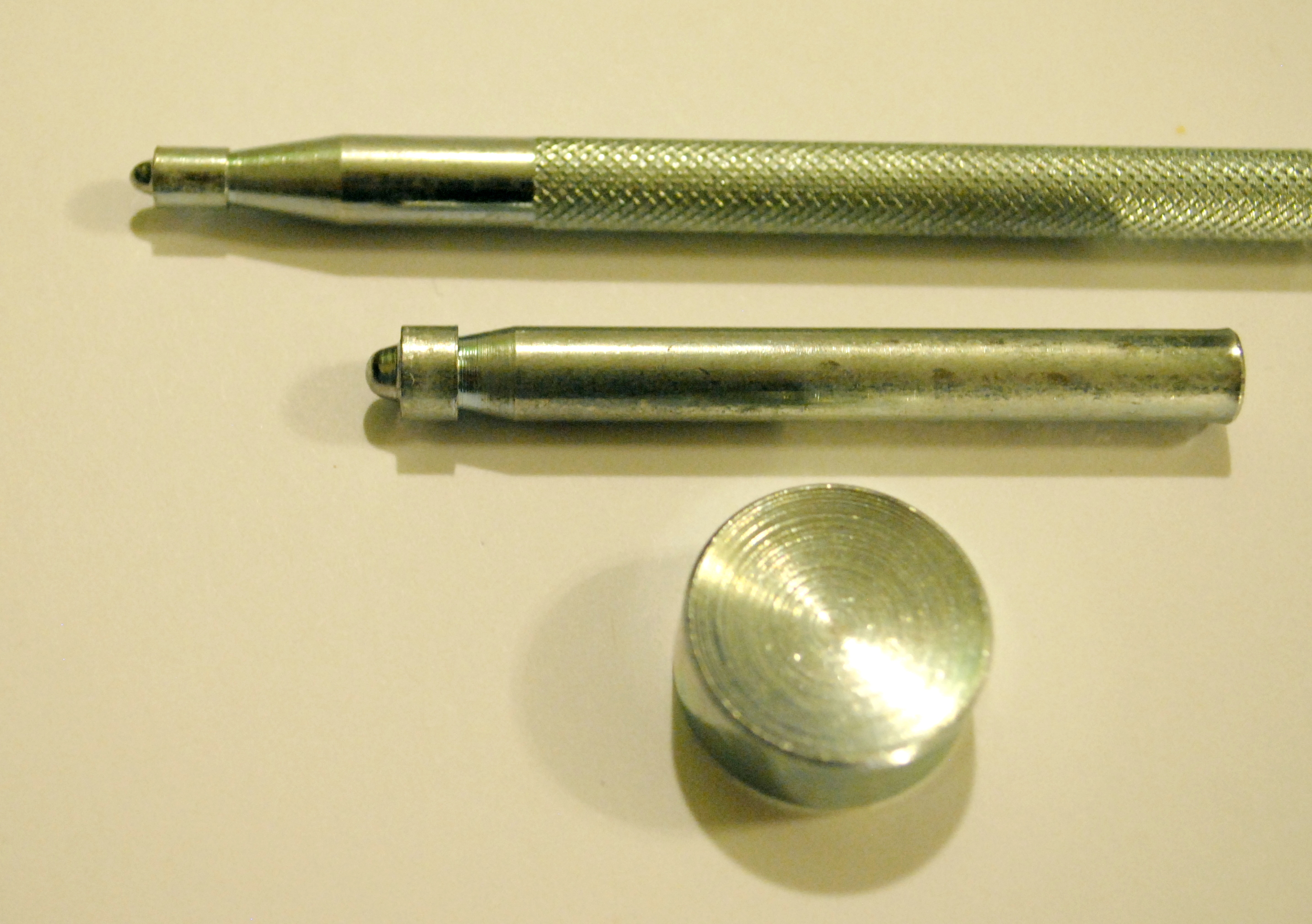
Les eines utilitzades per aplicar un fermall de pressió
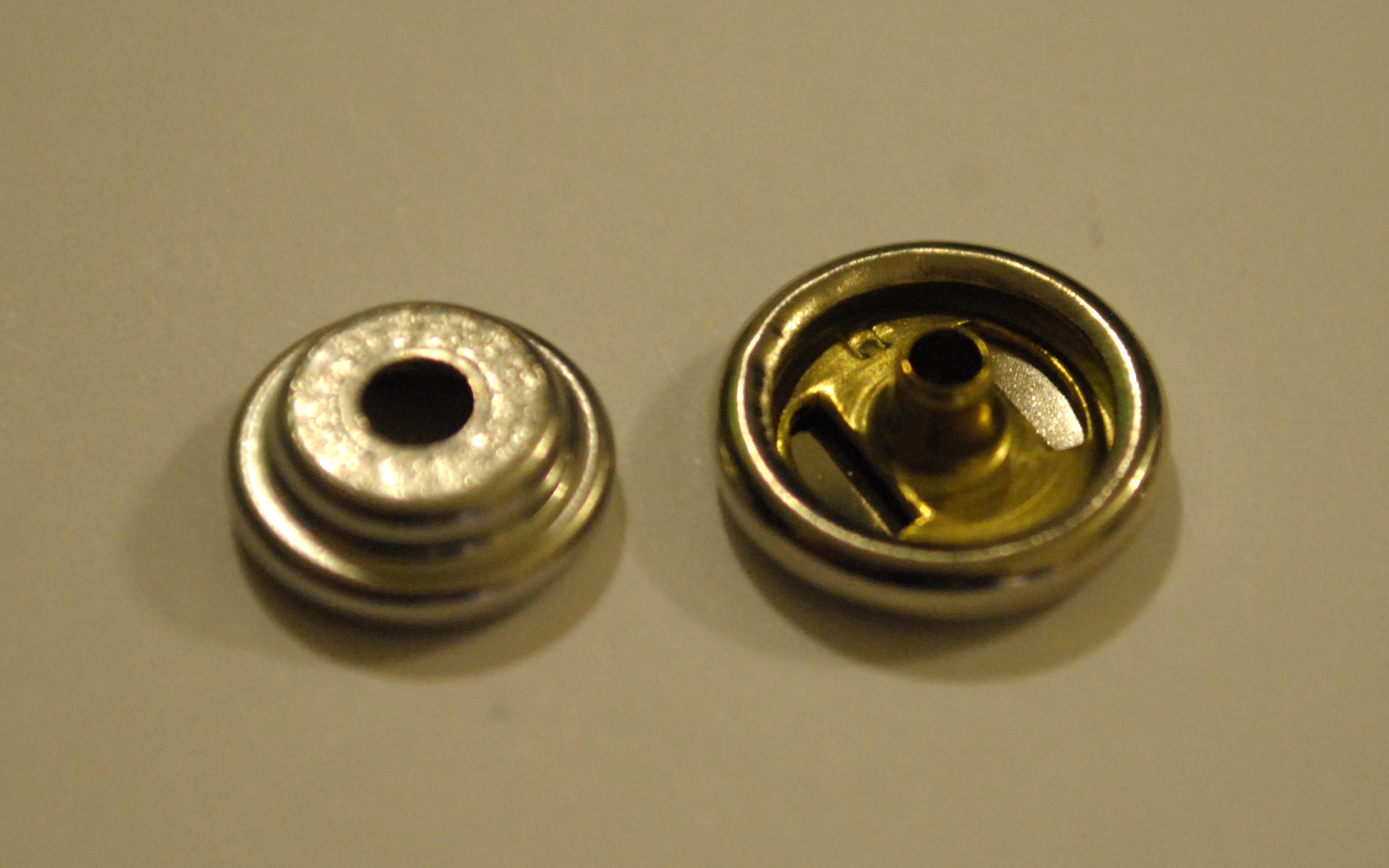
Peces d'un fermall de pressió femella
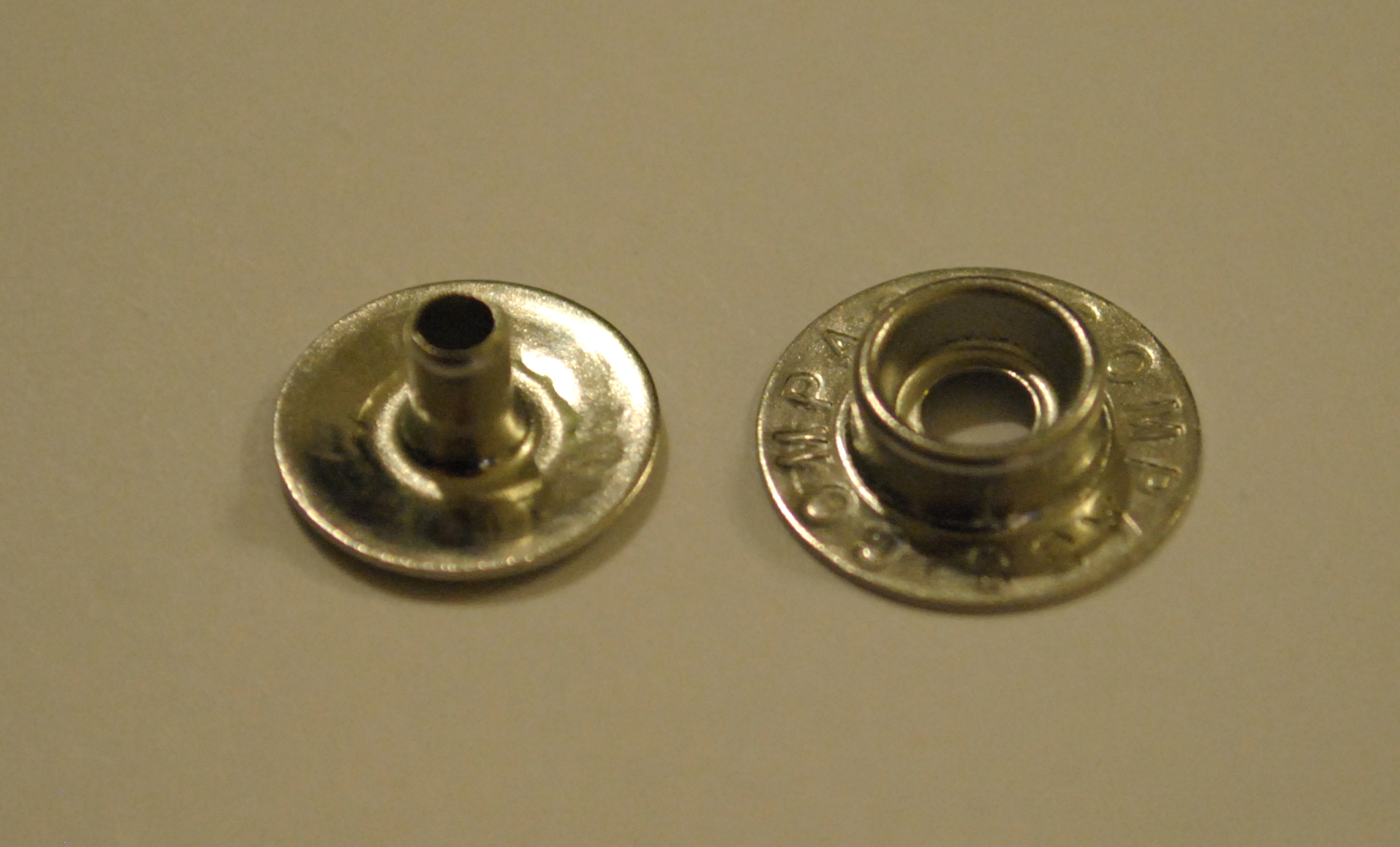
Peces d'un fermall de pressió mascle